# Aaron Abraham Kabak
Aaron Abraham Kabak (Aharon Awraham Kabak, hebr. ‏אהרן אברהם קבק‎; ur. 28 grudnia 1880 lub 29 grudnia 1883 w Smorgoniach, zm. 18 listopada 1944 w Jerozolimie) – żydowski powieściopisarz, krytyk literacki, piszący w języku hebrajskim, tłumacz.

## Życiorys
Aaron Abraham Kabak urodził się na Wileńszczyźnie, w Smorgoniach, w ówczesnym powiecie oszmiańskim guberni wileńskiej Imperium Rosyjskiego (obecnie białoruski rejon smorgoński obwodu grodzieńskiego) jako syn Natana, rabina z miasta Wiejsieje na historycznej Suwalszczyźnie (obecnie w litewskim rejonie łoździejskim okręgu olickiego). Otrzymał tradycyjne wykształcenie w chederze oraz w jesziwie. Jako 13-latek rozpoczął życie wędrownego nauczyciela. Ogólne wykształcenie i znajomość literatury rosyjskiej zdobył w Odessie.
Debiutował w 1901 r., tłumacząc na język hebrajski literaturę rosyjską, a także utwory Elizy Orzeszkowej. Następnie ukazały się opowiadania, syjonistyczne w wymowie, opublikowane na łamach „Ha-Sziloach”. Pierwszą swoją powieść (Lewada) wydał w warszawskim wydawnictwie Tuszija w 1905 r.
W 1906 r., w okresie rewolucji (1905-1907), należał do żydowskiej samoobrony Grodna, a następnie wyjechał do Konstantynopola, gdzie pracował jako korespondent prasy żydowskiej, pisząc po hebrajsku i w jidysz.
W 1911 r. wyemigrował do Palestyny. Zamieszkał w Tel Awiwie i nauczał w Gimnazjum Herclija. W kolejnych latach studiował psychologię i filozofię w Berlinie, Genewie oraz w Lozannie, gdzie na uniwersytecie uzyskał stopień doktora za pracę o twórczości Fiodora Dostojewskiego. Powróciwszy do Palestyny w 1921 r., zamieszkał w Jerozolimie i do końca życia wykładał literaturę hebrajską w tamtejszym Gimnazjum Rechawia.
Część źródeł uznaje, iż na początku lat 30. zwrócił się w stronę judaizmu ortodoksyjnego, jednak Anna Piątek, wspominając o genezie powieści Na wąskiej ścieżce (1937), stwierdza, iż po przeżytym udarze pisarz doznał głębokiej przemiany duchowej: nawrócił się i zaczął przestrzegać przykazań, choć nie związał się z żadną ortodoksyjną wspólnotą żydowską.
W 1943 r. został uhonorowany Nagrodą Bialika.
Zmarł nagle w 1944 r. Został pochowany na cmentarzu żydowskim na Górze Oliwnej.
W 1959 r. jego imieniem nazwano ulicę w Jerozolimie.

## Twórczość
Aaron Kabak cenił literaturę rosyjską i tłumaczył ją na język hebrajski, m.in. poezje Michaiła Lermontowa i Dmitrija Mereżkowskiego. Debiutował w 1901 r. zbiorem przekładów, w tym również utworów Elizy Orzeszkowej.
Jego pierwsze własne opowiadanie, Ha-Meora (Wydarzenie), zostało opublikowane w 1903 r. w „Ha-Sziloach” pod redakcją Achada ha-Ama. Drugie, Ha-Ma’apil (Przecieracz szlaków), ukazało się w 1904 r., w tym samym czasopiśmie redagowanym przez Chaima Nachmana Bialika. Opowiadania Kabaka zostały później opublikowane w zbiorze Nano we-sipurim aḥerim (Nano i inne historie; 1927).
Jego pierwszą powieścią była Lewada (z hebr. Sama lub Bez niczyjej pomocy; Warszawa 1905); utwór uznawany też za pierwszą syjonistyczną nowelę w hebrajskiej literaturze.
Kabak chodzi za jednego z twórców nowoczesnej hebrajskiej powieści historycznej i tego, który pierwszy wprowadził tematykę syjonistyczną do literatury hebrajskiej.
Centralny dla twórczości pisarza motyw losów narodu żydowskiego ukazywany był w skali jednej rodziny lub w wymiarze przekrojowym na tle wydarzeń historycznych.
Trylogia o fałszywym Mesjaszu, powieść Szlomo Molcho (Salomon Molcho; 1928–1929) ukazuje postać portugalskiego kabalisty Diogo Piresa, działania inkwizycji, XVI-wieczny judaizm na szerokim tle geograficznym (Lizbona, Safed, Niemcy, Rzym).
Dwutomowa powieść Na wąskiej ścieżce (Ba-misz’ol ha-car; Tel Awiw 1937) wywołała wiele dyskusji, gdyż centralną postacią utworu pisarz uczynił Jezusa z Nazaretu, ukazując go jako postać pozytywną na tle szeroko rozbudowanego kontekstu historycznego. Utwór został zasadniczo dobrze przyjęty przez krytykę i czytelników, a od końca lat 50. do końca lat 70. powieść znajdowała się na liście lektur państwowych (ale nie religijnych) szkół średnich w Izraelu.
Trylogia Toledot miszpacha achat (Toldot miszpahah ahad; z hebr. Historia jednej rodziny; Jerozolima 1943–1945) opisuje z kolei dzieje Żydów w Rosji i Polsce na przełomie XIX i XX w., analizując rozwój żydowskiego odrodzenia narodowego.

## Życie prywatne
Żona A.A. Kabaka, Sara Feiga (zm. 1950), którą poślubił w 1911 r., była siostrą Chaima i Szmuela Czernowiców, pochodzących z rabinicznej rodziny z Siebieża. Kabakowie mieli dwie córki, którymi były:
- Bat Ami Grinboim (1914-1997)[16]
- Edna Shapira (1924-1981)[17]